# Кімберлі Каган
Кімберлі Каган (англ. Kimberly Kagan; (1972 )) — американська військова історикиня. Засновниця та президентка американського Інституту вивчення війни.

## Життєпис
Кімберлі Каган народилася 1972 року в родині єврейського бухгалтера та шкільного вчителя з Нью-Йорка Калмана Кесслера та його дружини Френсіс. У 1993 році вона закінчила бакалаврат Єльського університету та здобула освітньо-науковий ступінь доктора філософії з антикознавства (англ. Ancient History) у своїй альма-матер. Саме під час навчання Каган познайомилася зі своїм майбутнім чоловіком Фредеріком Каганом, який працює науковим співробітником Американського інституту підприємництва (AEI). Він син відомого історика Дональда Кагана та брат Роберта Кагана — відомого письменника та публіциста. У 2004—2005 роках Кімберлі мала докторську стипендію Оліна з військової історії в Єльському університеті з вивчення міжнародної безпеки..

## Наукова кар'єра
У 2000—2005 роках Кімберлі Каган викладала у Військовій академії США у Вест-Пойнті, у 2005 році — в Єльському університеті, Джорджтаунському університеті та Американському університеті.
У 2007 році заснувала Інститут з вивчення війни (англ. ISW). Цей заклад позиціонує себе як «непартійний некомерційний мозковий центр, який прагне проводити дослідження та аналіз саме щодо питань оборони та закордонних справ. ISW створює звіти про хід війни…».
У 2008—2009 роках вчена працювала в експертній групі генерала Стенлі Маккристала в складі багатонаціональних сил США в Іраку та, згодом в Афганістані. Разом з чоловіком вони повернулися до Афганістану влітку 2010 року, щоб допомогти генералу Девіду Петреусу, що був призначений що командує американськими силами в Афганістані. Вони отримали доступ до таємниці й годинами аналізували перехоплені у талібів дані. Їхня оцінка того, що сили США повинні атакувати мережу Хаккані, була передана безпосередньо польовим командирам на сході, створивши певну плутанину, оскільки Петреус сам не віддавав цього наказу. Каган також входить до складу Академічної консультативної ради Афгано-Пакистанського центру передового досвіду при CENTCOM.

## Родина
Чоловік — Фредерік Каган, син американського історика та професора Єльського університету Дональд Каган, познайомилися в Єльському університеті.